# مارك هولتز
مارك هولتز (بالإنجليزية: Mark Holtz)‏ هو صحفي رياضي أمريكي، ولد في 1 أكتوبر 1945، وتوفي في 7 سبتمبر 1997 بسبب ابيضاض الدم.